# Indicatif régional 785

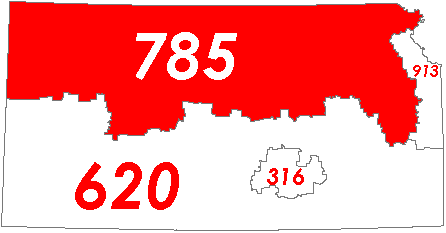
Location du code 785

L'indicatif régional 785 est l'indicatif téléphonique régional qui dessert le nord de l'État du Kansas aux États-Unis à l'exception de la région métropolitaine de Kansas City située à l'extrême est de l'État.
L'indicatif régional 785 fait partie du Plan de numérotation nord-américain.

## Historique des indicatifs régionaux du Kansas
En 1947, lors de l'implantation du Plan de numérotation nord-américain, l'indicatif 913 couvrait toute la partie nord de l'État du Kansas. À la même époque, toute la partie sud de l'État était desservie par l'indicatif 316.
Le 12 février 1997, la scission de l'indicatif 913 a créé l'indicatif 785. L'indicatif 913 a conservé la partie extrême est de son territoire original alors que l'indicatif 785 obtenait le reste du territoire original de l'indicatif 913.
Le 21 septembre 2000, la scission de l'indicatif 316 a créé l'indicatif 620. L'indicatif 316 a conservé la ville de Wichita et la région avoisinante alors que l'indicatif 620 obtenait le reste du territoire original de l'indicatif 316.